# Kokcidióza domácí drůbeže

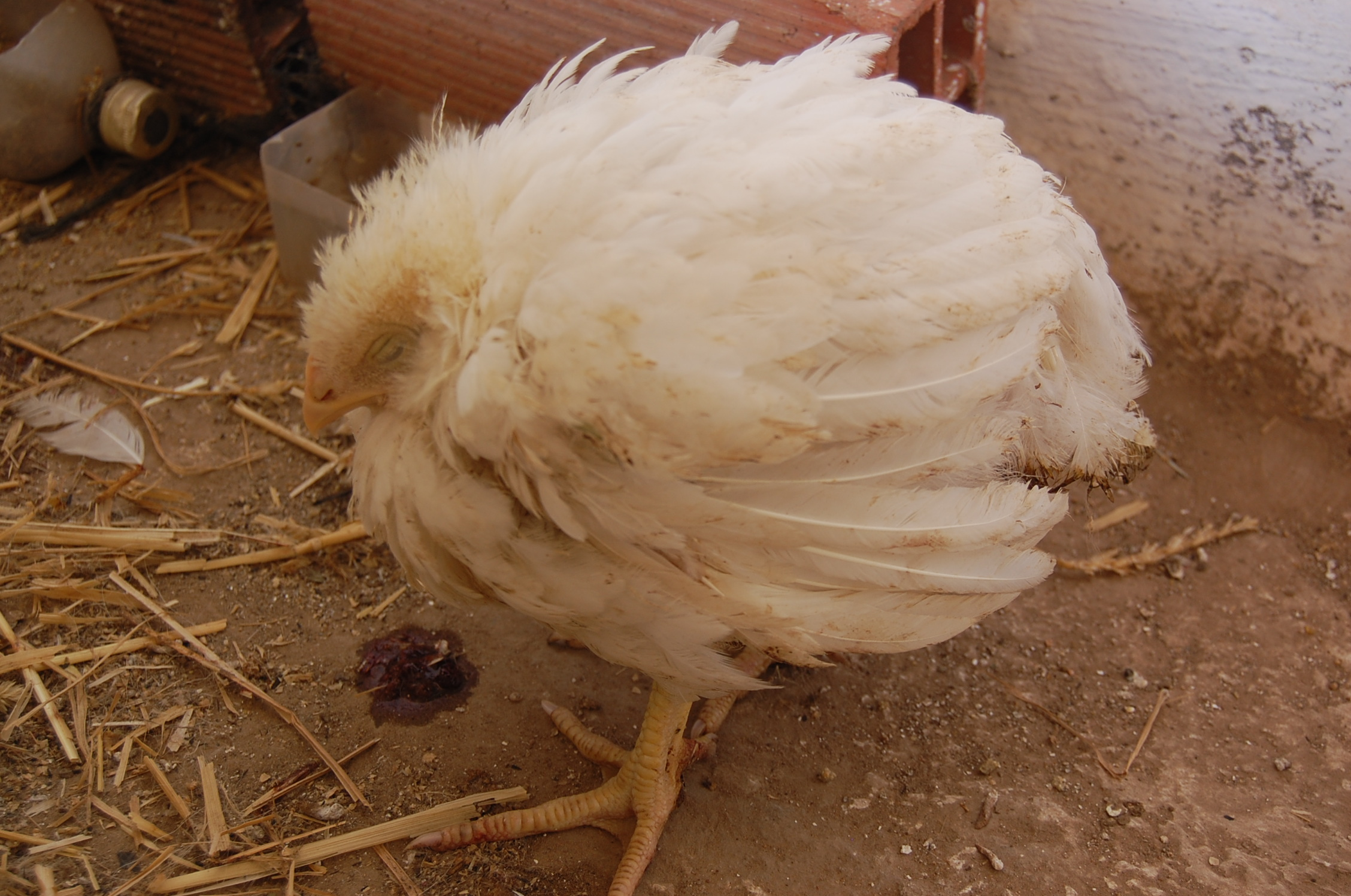
ilustrační obrázek

Kokcidióza domácí drůbeže je střevní onemocnění způsobované obligátně intracelulárními jednobuněčnými parazity (prvoky) – kokcidiemi z rodu Eimeria (výjimkou je kokcidie Eimeria truncata, která parazituje v ledvinách hus). Vzhledem k ubikvitárnímu výskytu těchto kokcidií v populaci drůbeže, jejich krátkému životnímu cyklu a vysokému reprodukčnímu potenciálu, představuje kokcidióza celosvětový a velmi závažný hospodářský problém v drůbežnictví a to i přes značný pokrok v oblastech genetiky, výživy, chemoterapie i managementu. Obecné používání účinných antikokcidik v průběhu odchovu i výkrmu sice pomohlo omezit akutní letální výskyty kokcidiózy domácí drůbeže, ale i subklinické infekce způsobují nadále vysoké ekonomické ztráty v drůbežnictví, zejména v chovech kura domácího. Kokcidie se rozmnožují ve sliznici střevního traktu, porušují její funkčnost a narušují tak resorbci živin, způsobují dehydrataci organismu, ztrátu krve, zvýšenou vnímavost k jiným patogenům a při těžkých infekcích také úhyn.
Jednotlivé druhy kokcidií Eimeria spp. se rozlišují zejména podle morfologických vlastností oocyst, patogenity, hostitelské specifity, lokalizace v hostiteli, doby sporulace, prepatentní doby a kvantitativních rozdílů v průběhu endogenní fáze vývoje.

## Vývojový cyklus kokcidií roduEimeria
Vývojový cyklus kokcidií Eimeria spp. je monoxenní a probíhá v hostiteli intracelulárně přes endogenní nepohlavní (schizogonie) a pohlavní (gametogonie) fáze vývoje. Mimo tělo hostitele probíhá exogenní sporogonie, při které do vnějšího prostředí trusem vyloučené oocysty kokcidií dozrávají za vhodných podmínek (teplota, vlhkost a kyslík) do infekce schopného stavu. Jejich odolnost ve vnějším prostředí je značná.
Oocysty kokcidií Eimeria spp. se liší tvarem, velikostí, barvou a strukturou. Jsou obaleny dvojitou stěnou, která u některých druhů může být na jednom pólu přerušena v tzv. mikropyle. Vnější vrstva chrání obsah oocysty před mechanickými vlivy, vnitřní pak před chemickými vlivy. Povrch oocysty je navíc pokryt jemnou blankou želatinózní povahy. Prostor uvnitř oocysty je vyplněn zrnitou protoplasmou kulatého tvaru (sporont). 
V průběhu exogenní sporogonie (sporulace) vznikají ze sporontu dělením infekce schopné sporozoity, které jsou chráněny dalším obalem, tzv. sporocystou. Vysporulovaná oocysta Eimerií spp. má 4 sporocysty se 2 sporozoity.Po pozření infekční oocysty hostitelem dochází ve střevní traktu působením teploty, pH, trypsinu a žlučových solí k uvolnění (excystaci) pohyblivých sporozoitů, které pronikají do buněk střevního, případně ledvinového epitelu. V průběhu schizogonie se sporozoity v napadených buňkách mitoticky dělí a vznikají postupně rostoucí měchýřkovité útvary (trofozoity → schizonty), obsahující v konečném stadiu vývoje různý počet vřetenovitých, srpovitých nebo poloměsíčitých útvarů, merozoitů. Po rozpadu buňky uvolněné merozoity napadají další buňky a celý proces se opakuje. Schizonty různých druhů kokcidií se liší velikostí, tvarem, počtem produkovaných merozoitů, lokalizací i reakcemi hostitelských buněk. Cyklický proces schizogonie může mít 1–4 fáze (podle druhu kokcidie), po kterých následuje pohlavně diferencovaná gametogonie. Merozoity z poslední fáze schizogonie se po napadení hostitelské buňky transformují v pohlavní stadia – gametocyty (gamonty). Některé merozoity dávají vzniknout samčím buňkám (mikrogametocyty, mikrogamonty), jiné zase samičím buňkám (makrogametocyty, makrogamonty). Jádro mikrogametocytu se mnohočetně dělí a vznikají pohyblivé mikrogamety opatřené 2–3 bičíky. Makrogametocyty neprodělávají dělení, dorůstají v makrogametu a po oplodnění mikrogametou se mění na zygotu, ze které postupně vzniká oocysta. Ta je vylučována do vnějšího prostředí trusem.

## Kokcidióza kura domácího
Kur domácí je přirozeným hostitelem 9 druhů kokcidií rodu Eimeria, z nichž druhy E. acervulina, E. brunetti, E. maxima, E. mivati, E. necatrix a E. tenella jsou patogenní, zatímco u druhů E. hagani, E. mitis a E. preacox je patogenita sporná. Pokusy o experimentální přenos těchto kokcidií na jiné hostitelské druhy ptáků byly zatím neúspěšné, s výjimkou případů imunosupresovaných ptáků.

### Vznik a šíření nemoci (epizootologie)
V komerčních chovech se kokcidióza nejčastěji objevuje u kuřat ve věku 3–6 týdnů, a to infekcemi E. acervulina, E. tenella nebo E. maxima. U mladších kuřat je onemocnění vzácné, protože nemají dostatek trypsinu i žlučových solí potřebných k excystaci oocyst. Kokcidióza se může vyskytovat i u kuřat starších, včetně dospělých nosnic. Zpravidla se jedná o infekci E. necatrix, v období mezi 8.–18. týdnem věku. Rekonvescentní kuřata získávají aktivní druhově specifickou imunitu, která však křížově nechrání před infekcí jinými druhy kokcidií.
Rozličný průběh nemoci po infekci je výsledkem vzájemného působení mezi vlastnostmi původce (patogenita, množství oocyst, endogenní reprodukce, prepatentní doba), vnímavostí hostitele (věk, imunita, genetická dispozice) a podmínkami chovu (zoohygiena, technologie chovu). Poškození a změny funkce sliznice střevní usnadňují kolonizaci střeva jinými bakteriemi, jako např. Clostridium perfringens, způsobující nekrotickou enteritidu, a Salmonella typhimurium. 
Kokcidióza u imunosupresovaných jedinců má mnohem závažnější průběh. Infekce virem Markovy nemoci interferuje s vývojem imunity proti kokcidioze ainfekční burzitida může exacerbovat chronickou kokcidiózu.
K infekci ptáků dochází perorálně příjmem sporulovaných oocyst, které vykazují vysokou odolnost ve vnějším prostředí a jsou rozšiřovány všemi možnými živými i neživými vektory. Infikovaná kuřata vylučují oocysty v trusu po několik dnů až týdnů; oocysty vysporulují v prostředí během 1–2 dnů. Největší zátěž oocystami kokcidií v podestýlce a výkalech se zjišťuje u kuřat kolem 4.–5. týdne věku, pak dochází k postupnému snižování jejich množství vlivem pH, čpavku, plísní a bakterií v přítomných v podestýlce. Nejčastější je mechanický způsob šíření kokcidií a to osobami, které se pohybují mezi klecemi, halami a farmami. Přenos je také možný různými živočichy, hmyzem, kontaminovanými pomůckami, divokými ptáky a prachem.
V optimálních podmínkách přežívají oocysty po mnoho týdnů, ale rychle hynou při vysokých nebo nízkých teplotách nebo po vysušení. Při teplotě 55 °C nebo po zamražení hynou kokcidie velmi rychle. Dokonce i teplota 37 °C je pro ně fatální, jestliže trvá 2–3 dny. Nebezpečí vzniku kokcidiózy je menší během horkého suchého počasí a větší v chladném anebo deštivém počasí.

### Projevy nemoci (symptomatologie)
Prepatentní doba (tj. interval od počátku infekce až po vyloučení prvních oocyst) se pohybuje podle druhu kokcidií od 3,5 do 15 dnů.
V současné době, v porovnání s minulostí, dochází u kuřat k akutním výskytům kokcidiózy již jen ojediněle. U kuřic a slepic bývá průběh infekce spíše chronický, někdy i subklinický. Postižené hejno se vyznačuje nedostatečným růstem, špatnou konverzí krmiva, poklesem snášky a zvýšenými úhyny. Kuřata jsou ospalá, netečná, s načepýřeným peřím bez lesku, vyhledávají tepelné zdroje, mají průjem a znečištěnou kloaku. Při masivní infekci E. tenella se pozoruje hnědočervený trus s příměsí krve a zalepená kloaka, u E. brunetti bývá profúzní průjem a exsikóza.
Při pitevním vyšetření se zjišťují různé formy zánětu střeva, od katarálního až po těžký hemoragický zánět. Pro jednotlivé druhy kokcidií kura domácího jsou považovány za charakteristické tyto léze:
- bílá ložiska ve formě příčných pruhů v duodenu (E. acervulina)
- koagulační nekróza v ileu a rektu (E. brunetti)
- krváceniny v zesílené stěně jejuna (E. maxima)
- petechie v dilatovaném jejunu a ileu (E. necatrix)
- krev s příměsí fibrinu ve slepých střevech (E. tenella)

### Diagnostika
Diagnóza kokcidiózy se stanovuje na základě klinického, pitevního i histologického vyšetření.

### Terapie a prevence
K léčbě kokcidiózy se používají sulfonamidy, některá antikokcidika a syntetické triaziny (toltrazuril).
Preventivně se mimo zoohygienických opatření podávají brojlerům a mladé drůbeži kontinuálně antikokcidika v krmných směsích. Během snášky se antikokcidika nezkrmují pro jejich negativní vliv na snášku. U chovné drůbež se dnes spíše používá vakcinace. Antikokcidika se pravidelně obměňují vzhledem k nebezpečí vzniku rezistentních kmenů kokcidií. 
Antikokcidika. Jako forma ochrany drůbeže před kokcidózou, byl celosvětově přijat koncept preventivní medikace drůbeže v krmivu látkami, které mají kokcidiostatický anebo kokcidiocidní účinek. Antikokcidika se rozdělují na 1) chemická (syntetická) a 2) biologická (fermentační, ionoforní) antikokcidika. Tyto látky působí na různá endogenní stadia kokcidií; při postižení časných stadií schizogonie nevzniká imunita. Způsob působení u některých antikokcidik je znám detailně, zatím co u jiných není znám vůbec. Některá antikokcidika jsou ve vyšších dávkách nebo vůbec pro určité druhy drůbeže toxická nebo inkompatibilní s některými terapeutiky. Na výrobu, používání a vlastnosti antikokcidik jsou kladeny velmi náročné podmínky.
Dlouhodobé podávání antikokcidik může vyvolat vznik rezistentních kmenů kokcidií. Proto se v praxi preparáty střídají a to formou „rotace“ (obměna antikokcidika v krmné směsi po delším, i několikaletém období), nebo v programech „switch“ (po každém turnusu) či „shuttle“ (v průběhu turnusu, odchovu). Nebo se vzájemně střídají chemická a biologická antikokcidika.

## Kokcidióza krůt
Kokcidioza u krůt probíhá v porovnání s kokcidiózou kura domácího s méně výraznými klinickými příznaky, je proto často přehlédnuta. Krůťata vykazují všeobecné známky onemocnění, jako anorexii, ospalost, načepýřené peří, vodnatý nebo hlenovitý průjem. Krvavé výkaly zpravidla chybí. Starší ptáci nad 6–8 týdnů překonávají infekci snadněji, úhyny jsou spíše jen ojedinělé.
U krůt byly popsány patogenní kokcidie Eimeria meleagrimitis a E. adenoeides, druhy E. innocua a E. subrotunda se nacházejí zřídka a o jejich existenci se pochybuje.
Diagnostika, terapie a prevence jsou stejné jako při kokcidióze kura domácího.

## Kokcidióza husí
U domestikovaných i divokých husí byly popsány četné druhy kokcidií jejichž patogenita a někdy i existence jsou sporné. Nejčastější a nejpatogennější pro komerční chovy hus jsou E. truncata, která postihuje ledviny (renální kokcidióza), a E. anseris, způsobující střevní kokcidiózu. Kokcidie mohou být zavlečeny do domestikovaných hejn migrujícími divokými husami, kachnami i labutěmi.
Kokcidióza ledvin může u postižených housat způsobovat až 80 % mortalitu. Housata jsou ospalá, netečná, nemají zájem o krmivo, oči mají kalné a vpadlé, křídla svěšená. Výkaly jsou řídké a bělavé barvy. U rekonvalescentů se mohou vyskytovat nervové poruchy (závratě, zkroucení krku). Oocysty se nacházejí v močovodech a zvětšených ledvinách.
Diagnostika, terapie a prevence jsou stejné jako při kokcidióze kura domácího.

## Kokcidióza kachen
U domestikovaných i divoce žijících kachen bylo doposud popsáno asi 13 druhů kokcidií. Klinická kokcidióza, i když se nevyskytuje často, může negativně ovlivňovat prosperitu komerčních chovů kachen. U kachen se nacházejí kokcidie rodů Eimeria, Tyzzeria a Wenyonella.
Infekce T. perniciosa vyvolává u domestikovaných kachen anorexii, ztrátu hmotnosti, celkovou slabost, úzkost a až 70% mortalitu. Pitevní nález je charakterizován hemoragickou až kaseózní enteritidou. Tyzzerie ze všech ptačích kokcidií pronikají nejhlouběji do stěny střevní, kterou mohou i perforovat.
Diagnostika, terapie a prevence jsou stejné jako při kokcidióze kura domácího.